# 井上正蔵
井上 正蔵（いのうえ しょうぞう、1913年3月27日 - 1989年11月2日）は、日本のドイツ文学者。旧・東京都立大学名誉教授。東京出身。

## 経歴
東京市京橋区（現中央区）新富町生まれ。東京府立高等学校卒、1935年東京帝国大学文学部独文科卒業。在学中、滝川事件が起こり、滝川シンパとして戦う。第11次『新思潮』に参加して小説を書く。卒業後は東京帝国大学大学院に残り、1938年専修大学講師、1942年興亜工業大学教授、1945年成蹊高等学校講師、1946年旧制東京高等学校専任講師、1947年教授、1949年東京工業大学助教授、1955年旧・東京都立大学助教授、1963年教授。1976年定年退官、名誉教授。1977年成城大学教授、1983年定年退職。
新日本文学会会員、マルクス主義の立場からドイツ文学にアプローチし、特にハインリヒ・ハイネや東ドイツ文学の研究・翻訳紹介で知られた。

## 著書

### 単著
- 『ハインリヒ・ハイネ　愛と革命の詩人』岩波新書 1952
- 『ドイツ近代文学研究』三一書房 1955
- 『ハイネ序説』未來社 1967
- 『私のシュトゥルム・ウント・ドラング 「詩と真実」から』新日本出版社 1990

### 共著
- 『論集文学』日夏耿之介共著 三省堂出版 1948

### 翻訳
- 『フライリヒラート詩集』日本評論社（世界古典文庫）1948
- レッシング『ミンナ・フオン・バルンヘルム』日本評論社 1949
- 『ハイネ詩集』創元選書 1949 のち旺文社文庫
- ハイネ『歌の本』岩波文庫 1950
- 『ベッヒャー詩集』高原宏平共訳 創元社 1954
- ハイネ『アッタ・トロル　夏の夜の夢』岩波文庫 1955
- 『マルクス・エンゲルス芸術論 マルクス・エンゲルス選集第4巻』新潮社 1957
- 『ゲーテ全集 第3巻 ゲッツ・フオン・ベルリヒンゲン』人文書院 1960
- 『ドイツ名詩選』学生社 1961
- ブルーノ・アーピッツ『裸で狼の群のなかに』高原宏平・長橋芙美子他共訳 至誠堂 1961-1962 のち新日本文庫
- ハイネ『フローレンス夜話・ドイツ・冬物語ほか』世界文学大系 筑摩書房 1964
- ゲーテ『若きウェルテルの悩み』旺文社文庫 1965
- 『ゲーテ詩集』白凰社 1966 のち旺文社文庫
- クリスタ・ヴォルフ『引き裂かれた空』集英社 967 のち文庫
- ヘッセ『車輪の下』世界文学全集 集英社 1968 のち文庫
- 『ハイネの言葉』弥生書房（人生の知恵）1968
- ゲーテ『西東詩集』世界名詩集 平凡社 1969
- 『マルクスの言葉』弥生書房（人生の知恵）1971
- ゲーテ『美しき魂の告白』旺文社文庫 1971
- 『ハイネ全詩集』全5巻　角川書店 1972-1973
- ゲーテ『ファウスト』世界文学全集 集英社 1976
- 『マルクス詩集』弥生書房（世界の詩）1979
- 『マルクス全詩集』小西悟・中野和朗・橋本博共訳 大月書店 1983

## 記念論集
- 『ハイネとその時代』 朝日出版社 1977
- 『夢と太陽』井上正蔵先生喜寿記念論集刊行会 1989

## 論文
- 井上正蔵